# 德意志民主共和国足球协会
东德足球协会（德語：Deutscher Fußball-Verband，簡稱）是原德意志民主共和国的国家足球协会。

## 历史
1950年7月3日，“足球技术委员会（Fachausschuss Fußball）”在东德组建，由东德体育委员会管辖，首任主席为弗里茨·戈迪克。1950年12月，该组织更名为“足球竞赛部（Sektion Fußball）”，并于1952年加入国际足联，1954年6月15日成为欧洲足联的29个创始会员国之一。1958年5月17日及18日，足球竞赛部最终在东柏林改组为东德足球协会，库尔特·斯多夫当选为首任主席。
东德足球协会所取得的最大成就是东德国家足球队在1974年世界杯中以1:0战胜西德国家足球队（这也是两支德国国家队在历史上的唯一一次交锋），以及在1976年蒙特利尔奥运会上夺得男足金牌和馬德堡足球俱樂部在1974年夺得欧洲优胜者杯冠军。
其U-21国家队在1978和1980年均获得了欧洲亚军。U-19国家队则曾在1986年的U19欧洲杯中夺冠，并在次年于智利举办的U20世界盃足球賽夺得季军。1988年，U-19国家队又夺得U19欧洲杯第3，得以入围参加1989年于沙特阿拉伯举行的U20世界杯。
东德足球协会的最高赛事级别是东德足球超级联赛，国家性的杯赛级别则是東德盃。在东德足球超级联赛的历史总排名中，卡尔蔡司耶拿名列第一，其整体表现甚至优于夺冠次数最多的柏林迪纳摩。
两德统一后，东德足球协会于1990年11月20日在莱比锡召开了股东特别大会，会上通过决议并入德国足球协会，并在德国东部地区成立新的德国东北足球协会。涉及范围包括东德足球协会下属的全部4,412个俱乐部、17,000支球队和390,000名成员。